# 德氏胸棘鯛
德氏胸棘鯛，是輻鰭魚綱金眼鯛目燧鯛亞目燧鯛科的一種。分布於西印度洋區的葉門海域，棲息深度在330至445公尺，體長可達13.1公分，目前無任何經濟價值。